# Bernardino Mei

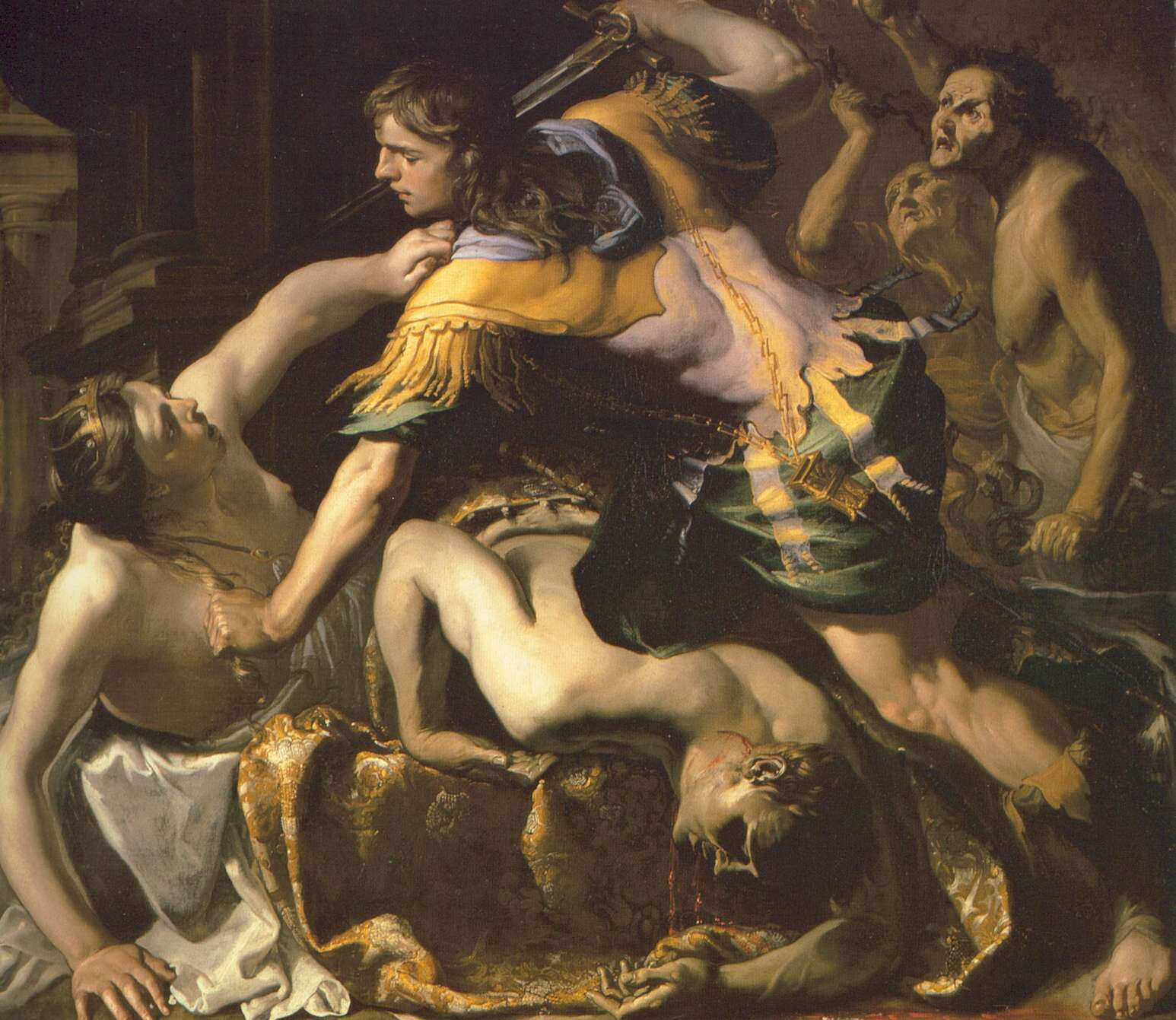
Oreste uccide Egisto e Clitemnestra, Siena, Palazzo Salimbeni

Bernardino Mei (Siena, ottobre 1612 – Roma, 1676) è stato un pittore e incisore italiano del periodo barocco.

## Biografia
Bernardino Mei nacque a Siena nel 1612 (per altre fonti nel 1615), fu in un primo tempo allievo del disegnatore e cartografo Giuliano Periccioli senese. Dalla sua breve esperienza nella bottega del Periccioli ereditò l'arte del disegno che esercitò soprattutto nella sua attività di incisore che occupa una parte non indifferente delle sue opere.
Come pittore fu allievo di Rutilio Manetti e probabilmente anche di Francesco Rustici, come dice Giovanni Rosini nella sua Storia della pittura italiana, nonostante ciò Luigi Lanzi scrive di lui che:
(Luigi Lanzi, Storia pittorica dell'Italia dal risorgimento delle belle arti fin presso al fine del XVIII secolo, p. 363)
Anche se dipinse molto a Siena, e nei dintorni, salì alla ribalta della pittura italiana grazie alla protezione del Cardinale Fabio Chigi che dopo la sua elezione a papa col nome di Alessandro VII, nel 1655, lo chiamò a Roma nel 1657.
Nella capitale il Mei fu influenzato dalla grande pittura barocca di Mattia Preti, Andrea Sacchi e Pier Francesco Mola.
Ma chi influenzò in maniera massiccia il suo stile fu Gian Lorenzo Bernini, con il quale fu legato da un'amicizia profonda che gli diede la possibilità di frequentarne lo studio dove apprese la propensione per una scultura movimentata e di grande effetto scenografico, che il Mei tradusse in pittura soprattutto nei suoi quadri con soggetti mitologici e quelli allegorici che occupano una gran parte della sua produzione romana.
Anche se di recente la sua pittura è stata molto rivalutata, fino al XIX secolo lo si considerava soltanto un mero imitatore; sempre il Rosini affermava con convinzione che:
Non a caso un suo affresco con rappresentata L'Aurora, per Palazzo Bianchi Bandinelli fu, per tutto il 1800, attribuito proprio alla mano dello stesso Guercino.
Il Mei fu sempre alla corte senese e poi romana dei Chigi, come l'altro toscano Giovanni Maria Morandi, ma anche per i Piccolomini per i quali fece tre deliziose miniature per il Libro dei leoni, oggi all'Archivio di Siena, dimostrando una certa versatilità nelle più disparate tecniche pittoriche e iconografiche.
Bernardino Mei morì a Roma nel 1676.

## Opere a Siena
- Pinacoteca Nazionale di Siena
  - Allegoria dell'ingiustizia
  - Allegoria della pace
  - Allegoria della purezza
  - Allegoria della vittoria
  - Cardinale Rolando Bandinelli
  - Crocifissione di san Pietro
  - Gismunda

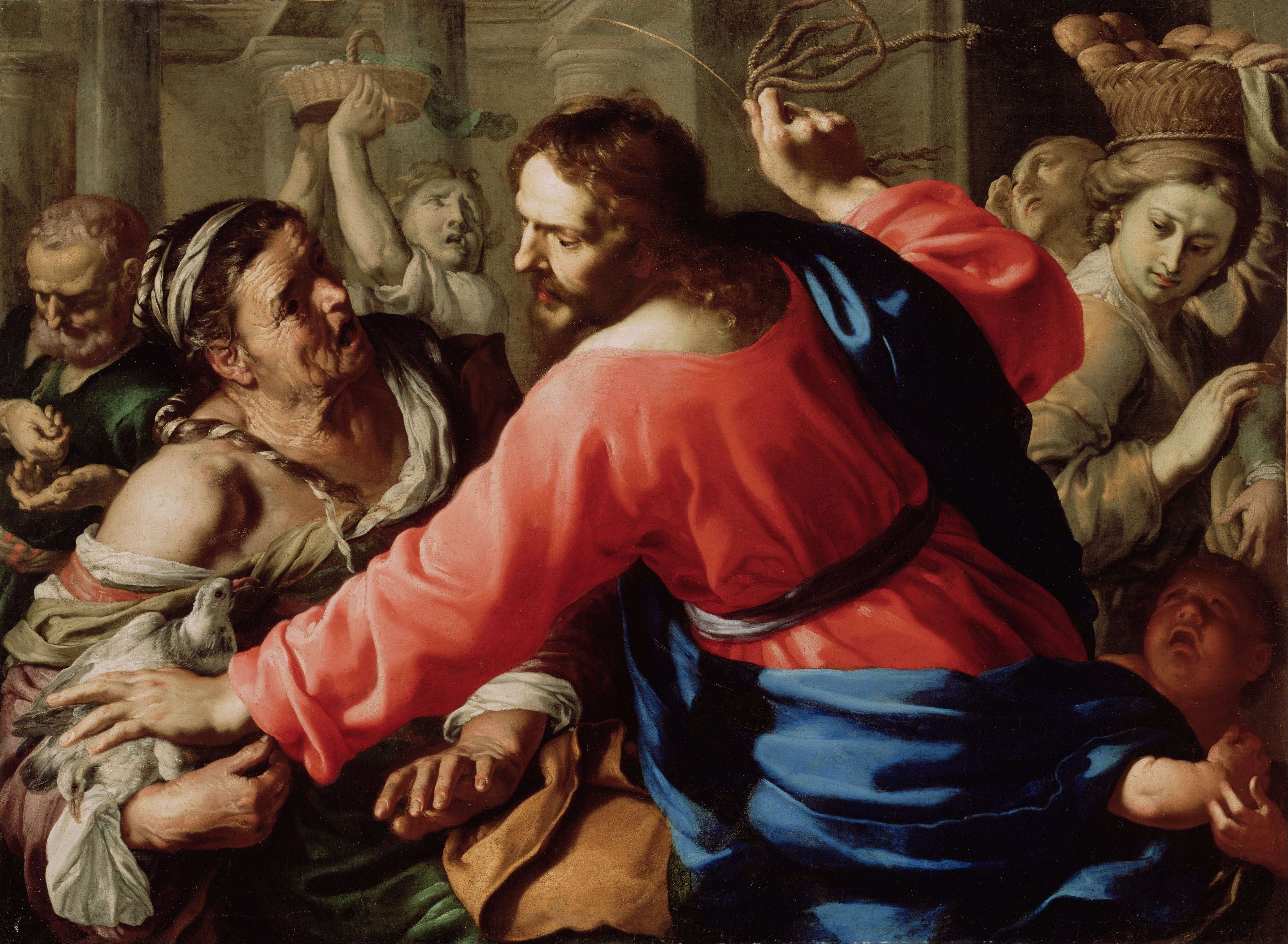
Cacciata dei mercanti dal Tempio, Los Angeles, Getty Museum

  - Maddalena che medita sul Crocifisso
  - Papa Alessandro III
  - Quattro studi di testa di vecchio barbuto
  - San Giovanni evangelista
  - San Girolamo nello studio
- Palazzo Salimbeni
  - Amore curato dal Tempo con l'acqua del fiume Lete
  - Antioco e Stratenice
  - Artemisia vedova del re Mausolo beve le lacrime miste alla ceneri del marito defunto
  - Il ciarlatano
  - La Fortuna tra la Virtù e la Necessità
  - Oreste uccide Egisto e Clitennestra
- Insigne Collegiata di Santa Maria in Provenzano
  - Sisara e Giaele
  - Messa di san Gregorio Magno
  - Profezia di Brandano
  - Storia di Guida Maccabeo
- Palazzo Chigi-Saracini
  - Giudizio di Salomone
  - Sofonisba
- Oratorio di San Rocco, Contrada della Lupa
  - Storie della Vita di san Giobbe
- Oratorio di San Giovanni Battista detto "de' Tredicini", Nobile Contrada dell'Aquila
  - Natività del Battista
- Museo Diocesano di Arte Sacra
  - Santa Caterina d'Alessandria
- Chiesa di Sant'Agostino
  - Miracolo di santo Stefano
- Oratorio di San Giovannino della Staffa, Contrada del Leocorno
  - Decollazione del Battista
  - Il Battista davanti al Erode
- Chiesa di San Tommaso in Val di Pugna
  - Madonna e santi

## Opere a Roma
- Palazzo Barberini, Galleria nazionale d'arte antica

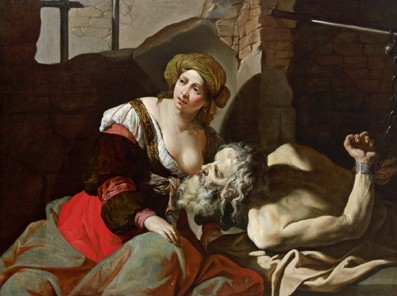
Caritas romana

  - Allegoria della Fortuna
- Basilica di Santa Maria del Popolo
  - Sacra famiglia
- Chiesa di Santa Maria della Pace
  - Storie del Battista

## Altre opere
Ariccia
- Palazzo Chigi
  - Inverno

Asciano
- Museo di palazzo Corboli
  - Crocifissione con san Francesco e sant'Agata

Bettolle
- Chiesa di San Cristoforo
  - San Pietro in ginocchio

Bitonto
- Galleria nazionale della Puglia
  - Cristo deriso

Casole d'Elsa
- Museo archeologico e della Collegiata
  - Tele

Colle di Val d'Elsa
- Museo civico e d'arte sacra di Colle di Val d'Elsa
  - Annunciazione (1640-1650)

Firenze
- Certosa del Galluzzo
  - Santa Caterina da Siena

Grosseto
- Museo archeologico e d'arte della Maremma
  - Santa Cecilia